# Helsinki IFK (handball)
La section handball de l' HIFK est un club de handball basé à Helsinki en Finlande.

## Palmarès
- Championnat de Finlande (7) : 1945, 1951, 1965, 1966, 1972, 1973, 1974